# Vincent Basciano
Vincent J. "Vinny Gorgeous" Basciano, anche conosciuto come "Vinny from the Bronx" (Vinny dal Bronx) (New York, 14 novembre 1959), è un mafioso statunitense, ben nota figura del crimine newyorkese.

## Biografia
Nel 1994, Basciano venne assolto dall'accusa di aver fornito eroina per un traffico di stupefacenti del valore di 10 milioni di dollari, durato dal 1985 al 1991. Ufficialmente, fra il 2004 ed il 2009 divenne il boss reggente della famiglia, facendo però solo il lavoro sporco.
Nel novembre 2004, Basciano venne arrestato con le accuse di racket e gioco d'azzardo, e chiamato in giudizio lo stesso giorno dal giudice Louis Bloom a Brooklyn. Il caso fu poi assegnato al procuratore distrettuale Nicholas G. Garaufis.
Dopo essere stato arrestato, Basciano promosse al grado di "capitano" Dominick Cicale mettendolo al comando della famiglia. Quando Cicale venne arrestato e accusato di omicidio, si rivolse al suo boss. Cicale affermò che nel febbraio del 2001 lui e Basciano uccisero Frank Santoro nel Bronx. Ha anche affermato che Basciano ha ordinato nel 2004 il rapimento di Randolph Pizzolo.
Nel 2004, mentre era ancora in cella in attesa del processo, Basciano venne accusato di aver progettato l'omicidio di Patrick De Filippo, "capitano" della famiglia Bonanno, oltre che del giudice Greg Andres. Tale affermazione si basava su una conversazione avvenuta tra Basciano e il boss Joseph Massino, divenuto informatore del governo, e che durante l'incontro portava una microspia. Un giudice più tardi ribaltò l'accusa, sostenendo che le prove non erano concludenti.
Il 1º aprile 2008, Basciano è stato condannato all'ergastolo per l'omicidio di Frank Santoro, venne riconosciuto colpevole per i processi del 2007 e del 2006. Dall'ottobre del 2008, Basciano si trovava al Centro di Detenzione Metropolitano di Brooklyn.
Il 16 maggio 2011 è stato dichiarato colpevole dell'omicidio di Randolph "Randy" Pizzolo, avvenuto nel 2004 . Il 1º giugno 2011, il giudice ha rigettato la richiesta di condanna a morte stabilendo la pena dell'ergastolo.
Vincente Basciano sta scontando la sua condanna nel United States Penitentiary, Florence ADX di Florence nel Colorado.